# ZSNES
ZSNES é um emulador do vídeo-game Super Nintendo. Desde 1997 com a sua versão 0.150 inicial, ZSNES é um programa de código aberto, pelas leis da GNU GPL. Foi originalmente escrito para DOS, mas possui versões para Windows, Linux e FreeBSD.
É largamente escrito em linguagem assembly intel x86, portanto não é facilmente convertido para outras arquiteturas como PowerPC. Com este fato, ZSNES é bem rápido, rodando a maioria dos jogos com taxas de 50-60 quadros por segundo com um computador Pentium 2 400 MHz, com som estéreo e gráficos interpolados.

## História
ZSNES foi primeiramente criado pelos programadores ZsKnight e  _Demo_ e lançado na internet em 1997. No início, seu código era fechado, entretanto, em 2 de abril de 2001, foram estabelecidas as leis GNU GPL tornando-se código aberto e hospedado no SourceForge. Com isso, um grande número de contribuidores ajudaram com os códigos, onde os mais famosos foram pagefault e Nach. ZSNES é ainda um projeto com desenvolvimento ativo, porém a frequência de publicações oficiais tem caído dramaticamente, desde que o desenvolvedor original, ZsKnight, saiu da equipe devido à morte de seu pai.

## Características
ZSNES foi, de alguma forma, um pioneiro da emulação para SNES. Algumas características foram primeiramentes introduzidas por esse emulador e posteriormente implementadas em outros. Algumas delas são:
- Emula chips: DSP (1, 2, 3, 4), C4, SA-1, SuperFX, OBC-1 e Seta 10.
- Suporte para Smoothing (suavizar, para não ver os frames quadrados) e anti-aliasing.
- Habilidade para tirar screenshots do jogo, quando está rodando.
- Habilidade para salvar o jogo no ponto que ele está sendo jogado (normalmente conhecido como savestate).
- Habilidade para gravas filmes do jogo.
- Suporte para voltar em determinada parte salva.
- Habilidade para gravar músicas do jogo, salvando no formado SPC700 (ou .spc).
- Aumenta a capacidade sonora, melhorando o audio original produzido pelo próprio Super Nintendo.
- Suporte para códigos de trapaça Game Genie, Pro Action Replay e GoldFinger.

## Criticas
O ZSNES tem sido criticado por seu código ser muito dependente da plataforma X86, o que faz com que jogos escritos para rodar no emulador não rodem no Super Nintendo original com o uso de cartuchos do tipo Everdrive.